# Sanami Suzuki
Sanami Suzuki (japanisch 鈴木 小波 Suzuki Sanami, * 14. Juni) ist eine japanische Mangaka. 

## Werdegang und Werk
Im Jahr 2007 erschien mit Gregory Horror Show – Another World im Magazin Morning die erste Serie von Sanami Suzuki. Wie auch bei ein paar ihrer späteren Werke arbeitet sie als Zeichnerin mit einer Autorin zusammen, in diesem Fall mit Naomi Iwata. Die Horrorkomödie erzählt von einem jungen Mann, der in Tokio eine billige Bleibe sucht und dabei im Gregory House unterkommt. Es folgten weitere kürzere Serien sowie einige Kurzgeschichten von Suzuki. Ihre längste Serie wurde Hokusai to Meshi Saeareba, das von 2014 bis 2019 lief und neun Bände erreichte. Der Manga dreht sich um Bun Yamada, die nach Tokio gezogen ist und mit einigen Widrigkeiten zu kämpfen hat, dabei dank ihres Plüschtiers Hokusai und gutem Essen ihre Lebenslust nicht verliert. Wie dieses sind auch einige weitere Werke Suzukis ins Gourmet-Genre einzuordnen. Daneben schafft sie Geschichten im Alltag oder mit übernatürlichen oder Fantasy-Settings. Die Serien richten sich an junge Männer oder männliche Jugendliche.
Auf Deutsch erschien von Suzuki der Manga Black Rock Shooter – Innocent Soul, der zu einem Medienfranchise um einen Fantasy-Mädchencharakter gehört und von der Autorin huke geschrieben wurde. 2014 erschien er bei Egmont Manga, wo 2015 auch Suzukis Yaotsukumo von 2013 veröffentlicht wurde.

## Bibliografie (Auswahl)
- Gregory Horror Show – Another World (2007–2008, 1 Band, Zeichnungen)
- Net Ghost Pipopa (ネットゴーストPIPOPA, 2008, 2 Bände)
- Akujiki (2009, 5 Bände)
- Sekai no Mikata (セカイのミカタ, 2010, 2 Bände)
- Black Rock Shooter – Innocent Soul (2011–2012, 3 Bände, Zeichnungen)
- Hokusai to Meshi (ホクサイと飯, 2012, 1 Band)
- Hokusai to Meshi Saeareba (ホクサイと飯さえあれば, 2014–2019, 9 Bände)
- Deochi Girl (2013, 1 Band)
- Yaotsukumo (ヤオツクモ, 2013, 2 Bände)
- Match Shōjo (燐寸少女, 2014–2017, 6 Bände)
- Hidaru to Hiruda (ヒダルとヒルダ, 2015, 1 Band)
- Moriawase Girl (盛り合わせガール, 2015, 1 Band)
- Tōkyō Tasogare Kaiguibu (東京黄昏買い食い部, 2020, 1 Band)
- Yōkai Dai Sensō Guardians (妖怪大戦争 ガーディアンズ, 2020–2022, 3 Bände)
- Kajiki no Ryōrinin (神食の料理人, 2021–2023, 5 Bände)
- Kimi no Iro (きみの色, seit 2024)